# Носково (Никольский район)
Носково — деревня в Никольском районе Вологодской области.
Входит в состав Краснополянского сельского поселения, с точки зрения административно-территориального деления — в Краснополянский сельсовет.
Расстояние до районного центра Никольска по автодороге — 13 км. Ближайшие населённые пункты — Селиваново, Чушевино, Гора.
По переписи 2002 года население — 2 человека.